# Museo Alessi
Il Museo Alessi di Enna espone le più importanti collezioni artistiche post-classiche della Sicilia centrale. Prese il nome dal canonico Giuseppe della famiglia Alessi.
Il Museo espone il Tesoro del Duomo, una ricchissima collezione di numerosi pezzi d'oreficeria siciliana dal XIII secolo all'Ottocento, tra cui collane, pendenti, braccialetti, gioielli, un ostensorio magnificamente traforato come una cattedrale gotica, e molti altri oggetti preziosi tempestati di diamanti, rubini, zaffiri, granati, ecc.
Il "pezzo forte" del Tesoro è la Corona di Maria SS. della Visitazione, Patrona della Città di Enna, che rappresenta il maggiore gioiello siciliano in stile barocco: meravigliosi intarsi nell'oro bianco, tempestato di gemme e pietre preziose, con 6 medaglioni raffiguranti scene sacre.
Il Museo Alessi, inoltre, ospita la variegata collezione del canonico ennese Giuseppe Alessi cui è intitolato, che ha lasciato ai suoi posteri pitture, vasi, oggettistica antica e libri.
La sezione di Archeologia può vantare vasi egizi e siculi, oltre pezzi raffiguranti la dea Kore o Cerere.
Vastissima è la sezione di Numismatica, grazie a un monetario di 4.000 monete greche, romane e sicule coniate dall'antica città di Henna.
La Pinacoteca, infine, raccoglie diverse tele, tra cui dipinti di valore quali una Madonna con Bambino.

## Opere
- 1602, Trionfo della Fede, pala d'altare firmata Joseph Salerno ut dicitur il Zoppo di Gange, opera di Giuseppe Salerno.